# Louis Armstrong
Louis Daniel Armstrong (vzdevka Satchmo [sćčmo] in Pops), afroameriški jazzovski trobentar, * 4. avgust 1901, New Orleans, Louisiana, ZDA, † 6. julij 1971, New York, New York, ZDA.
Poznali so ga predvsem po njegovem solističnem izvajanju jazza, v svojem življenju pa je izdal več albumov.
Louis Armstrong je bil prvi pomembnejši solist, ki se je proslavil skozi jazz in hkrati postal eden najvplivnejših glasbenikov v zgodovini. Kariero je začel kot trobentač in z leti pridobil veliko virtuoznosti. Bil je vizionar, ki je trobenti in jazzu podal nove dimenzije. Poznali so ga predvsem po njegovem solističnem izvajanju jazza, v svojem življenju pa je izdal več albumov. Deloval je od leta 1919 do let 1971.
Videti je da je o Louisovi blesteči usodi odločal že sam datum njegovega rojstva. Louis je namreč velikokrat dejal, da se je rodil 4. julija 1900 v New Orleansu, saj je 4. julij  največji ameriški državni praznik, leto 1900 pa je začetek stoletja, v katerem so ZDA postale politična, gospodarska in kulturna velesila. Šele sredi 80. let dvajsetega stoletja so odkrili, da se je dejansko rodil 4. avgusta 1901.

## Pot do slave
Večino mladosti je preživel pri babici. V zgodnjih najstniških letih so mu povedali, da je njegova mama zbolela in potrebuje nego. Preselil se je k njej, v ameriško četrt imenovano četrt rdečih svetilk. Na njihovi ulici je stala plesna dvorana Masonic Hall. Tu je Louis, ki je zasledoval pihalne godbe, slišal vse mestne glasbenike. Glasba ga je vse bolj privlačila in ustanovil je pevski kvartet. Največ so prepevali na ulicah Storyvilla, saj so tam dobivali največje napitnine. Louis je na Silvestrovo leta 1912, posebej za to priložnost, prinesel dedov revolver in nekajkrat ustrelil v zrak. Takoj so ga aretirali in poslali v poboljševalnico. Tam je vodja poboljševalnice iz njih sestavil šolsko pihalno godbo. Louis je najprej igral bobne, nato pa je prijel za kornet in se poučil o pomembnostih igranja. Pri štirinajstih se je lahko vrnil nazaj k materi.
Ko je zaključil že vse obvezno šolanje, se je začel preživljati s prodajanjem časopisov in premoga, družinski proračun pa je povečeval tudi z igranjem na kornet. Igral je ob spremljavi pianista in bobnarja. Po kakšnem letu igranja je po zgledu zasedbe Brown Skinned Babies, kjer je trobental King Oliver, sestavil in vodil svojo prvo lastno zasedbo.
Louis je sodeloval s slavnim Kingom Oliverjem, ki je postal tudi njegov učitelj. Tako je njegova zasedba poslovala zelo uspešno. Ko je Oliver odšel igrat v Chichago, je svoje mesto v bendu predal Louisu. Ta je znal Oliverjev repertoar na pamet, zato se mu ni bilo težko vklopiti. Bend je začel dobivati vse najboljše posle v mestu in je začel organizirati celo lastne plese. 
Ko so mestne oblasti zaprle mesto kjer je Armstrong ustvarjal, se je ta odselil iz domačega mesta in se pridružil orkestru Fata Marablea. To je bila njegova prva redna zaposlitev, vendar so ga leta 1922 odpustili. Armstrong se je vrnil v New Orleans in igral v nočnih klubih, čez dan pa v pihalni godbi. Postajal je vse bolj cenjen, ugleden in iskan.

## Slava
Leta 1923 se je poročil z žensko, ki ga je vpeljala v klasični svet glasbe, Lil Hardin. Svoj prvi solo je odigral na plošči Chimes blue. Leta 1924 si je poiskal mesto prvega kornenista v orkestru Oliieja Powersa. Istega leta ga je k sodelovanju povabil tudi Flethcer Henderson. S Hendersovim orkestrom je posnel več kot 40 solov.
Novembra 1925 je Armstrong prvič vstopil v snemalni studio kot vodja lastne skupine, ki jo je imenoval Hot five. To je bila izključno snemalna skupina, saj so javno nastopili le enkrat. Skupaj so ostali dve leti. Plošče so snemali za rasni katalog OKeha. Po 2. svetovni vojni je Armstrong postal prvi glasbeni ambasador ameriškega zunanjega ministrstva, jazz pa zaščitni znak kapitalizma.
Njegove plošče so se prodajale kot za med, zato je sestavil novo skupino. Armstrong je sam nastopal tudi v broadwayski reviji Hot Chocolates, kjer je njegovo muziciranje spremljalo tudi belo občinstvo. Začela so se mu odpirati vrata belega show biznisa, kjer je ostal pri samem vrhu do smrti. 
Njegova največja uspešnica je bila pesem »What a wonderful world«, ki se je na ameriških top pop lestvicah pojavila leta 1968.
Armstrong je izdajal plošče tudi ob največjih gospodarskih krizah. S toplim raskavim glasom je osvojil milijone src. Nastopal je v številnih hollywoodskih filmih in broadwayskih predstavah. Dvakrat je nastopil tudi v Ljubljani.
Umrl je 6. julija leta 1971 v New Yorku.

### Nagrade Grammy
Armstrong je leta 1972 posmrtno prejel Grammyja za življenjsko delo, ki mu ga je podelila Academy of Recording Arts and Sciences
| Nagrada Grammy |             |                 |      |         |          |
| Leto           | Kategorija  | Naslov          | Žanr | Založba | Rezultat |
| 1964           | Moški vokal | "Hello, Dolly!" | Pop  | Kapp    | Dobil    |

### Grammy hram slavnih
Po ustanovitvi Grammy dvorane slavnih v letu 1973 so vanjo uvrstili tudi Armstrongove posnetke. Vanjo se lahko uvrstijo posnetki in plošče, starejše od 25 let in imajo kakovostno ali zgodovinsko pomembnost
| Grammy dvorana slavnih |                                             |                  |          |                |                                            |
| Leto posnetka          | Naslov                                      | Žanr             | Založba  | Leto uvrstitve | Opombe                                     |
| 1929                   | "St. Louis Blues"                           | Jazz (Single)    | OKeh     | 2008           | z Bessie Smith                             |
| 1928                   | "Weather Bird"                              | Jazz (Single)    | OKeh     | 2008           | z Earlom Hinesom                           |
| 1930                   | "Blue Yodel No. 9 (Standing on the Corner)" | Country (Single) | Victor   | 2007           | Jimmie Rodgers (Featuring Louis Armstrong) |
| 1932                   | "All of Me"                                 | Jazz (Single)    | Columbia | 2005           |                                            |
| 1958                   | Porgy and Bess                              | Jazz (Album)     | Verve    | 2001           | z Ello Fitzgerald                          |
| 1964                   | "Hello Dolly!"                              | Pop (Single)     | Kapp     | 2001           |                                            |
| 1926                   | "Heebie Jeebies"                            | Jazz (Single)    | OKeh     | 1999           |                                            |
| 1967                   | "What a Wonderful World"                    | Jazz (Single)    | ABC      | 1999           |                                            |
| 1955                   | "Mack the Knife"                            | Jazz (Single)    | Columbia | 1997           |                                            |
| 1925                   | "St. Louis Blues"                           | Jazz (Single)    | Columbia | 1993           | Bessie Smith in Louis Armstrong, kornet    |
| 1928                   | "West End Blues"                            | Jazz (Single)    | OKeh     | 1974           |                                            |

### Hram slavnih rokenrola
V Hram slavnih rokenrola so uvrstili Armstrongov West End Blues, ki se je znašel na seznamu 500 pesmi, ki so oblikovale Rock and Roll.
| Leto posnetka | Naslov         | Založba | Skupina                          |
| ------------- | -------------- | ------- | -------------------------------- |
| 1928          | West End Blues | Okeh    | Louis Armstrong and his Hot Five |

### Ostale nagrade
Leta 1995 je bila v ZDA izdana spominska znamka za 32 centov, na kateri je bil upodobljen Louis Armstong.
| Leto vpisa | Naslov                                                    | Rezultat | Opombe                  |
| ---------- | --------------------------------------------------------- | -------- | ----------------------- |
| 2007       | Glasbena dvorana slavnih Louisiane                        |          |                         |
| 2007       | Gennett Records Walk of Fame, Richmond, Indiana           |          |                         |
| 2007       | Glasbena dvorana slavnih Long Island                      |          |                         |
| 2004       | Nesuhi Ertegün Jazz Hall of Fame v Jazz at Lincoln Center |          |                         |
| 1990       | Rock and Roll dvorana slavnih                             |          | Zgodnji vpliv           |
| 1978       | Big Band and Jazz dvorana slavnih                         |          |                         |
| 1952       | Down Beat Jazz dvorana slavnih                            |          |                         |
| 1960       | Hollywood Walk of Fame                                    | Zvezda   | na 7601 Hollywood Blvd. |

## Pesmi (izbor)
- Dream a Little Dream of Me
- Fantastic, that's You
- I Guess I'll get the Papers and go Home
- Give Me Your Kisses
- Hello Brother
- Hellzapoppin'
- The Home Fire
- There Must Be a Way
- The Sunshine of Love
- What a Wonderful World